# Magic (chanson des Cars)
Pour les articles homonymes, voir Magic.
Singles de The Cars
You Might Think
(1984) Drive
(1984)
Magic est une chanson du groupe de new wave américain The Cars, qui constitue le deuxième single extrait de l'album Heartbeat City paru en mars 1984.

## Historique
Composée par le chanteur, guitariste rythmique et leader du groupe Ric Ocasek, la chanson est produite par Robert John "Mutt" Lange avec le groupe.
Magic sort comme single et atteint la douzième place du classement hebdomadaire Billboard Hot 100 et la première place du classement Mainstream Rock Tracks chart.
Le titre atteint par ailleurs la quatorzième place au Canada et la cinquantième en Nouvelle-Zélande.

## Clip vidéo
La vidéo se déroule lors d'une fête donnée autour de la piscine d'une riche propriété, à laquelle assistent une foule de personnages bizarres et un peu fous.
Ric Ocasek marche sur l'eau de la piscine alors que les invités s'amassent autour de lui pour l'admirer. À la fin de la vidéo, certains des invités tentent de le rejoindre mais n'arrivent pas à marcher sur l'eau comme lui et se retrouvent dans l'eau jusqu'au cou. Pendant ce temps, Ric Ocasek reste debout sur l'eau parce que, comme le suggère le titre de la chanson, "c'est de la magie".
Les Cars ont tourné Magic dans la propriété de la famille Hilton à Beverly Hills, qu'ils ont louée à Kathy Hilton (la mère de Paris Hilton). Une plateforme en plexiglas était placée sous la surface de l'eau mais elle céda durant la première prise et dut être adaptée au poids de Ric Ocasek.
La maison a également servi au tournage du film Blind Date avec Bruce Willis et Kim Basinger en 1987.

## Reprises
Le groupe de pop rock Honor Society a fait une reprise du titre en 2009 pour le soundtrack album de la série télévisée Wizards of Waverly Place.

## Musiciens
- Ric Ocasek : chant et guitare
- Benjamin Orr : basse
- Elliot Easton : guitare
- Greg Hawkes : claviers
- David Robinson : batterie

## Source
- (en) Cet article est partiellement ou en totalité issu de l’article de Wikipédia en anglais intitulé « Magic (The Cars song) » (voir la liste des auteurs).